# La Femme en bleu lisant une lettre
La Femme en bleu lisant une lettre (en néerlandais : Brieflezende vrouw in het blauw) est un tableau de Johannes Vermeer réalisé vers 1662-1665. Cette huile sur toile de 46,5 cm par 39 cm est aujourd'hui conservée au Rijksmuseum, à Amsterdam (Pays-Bas).

## Description

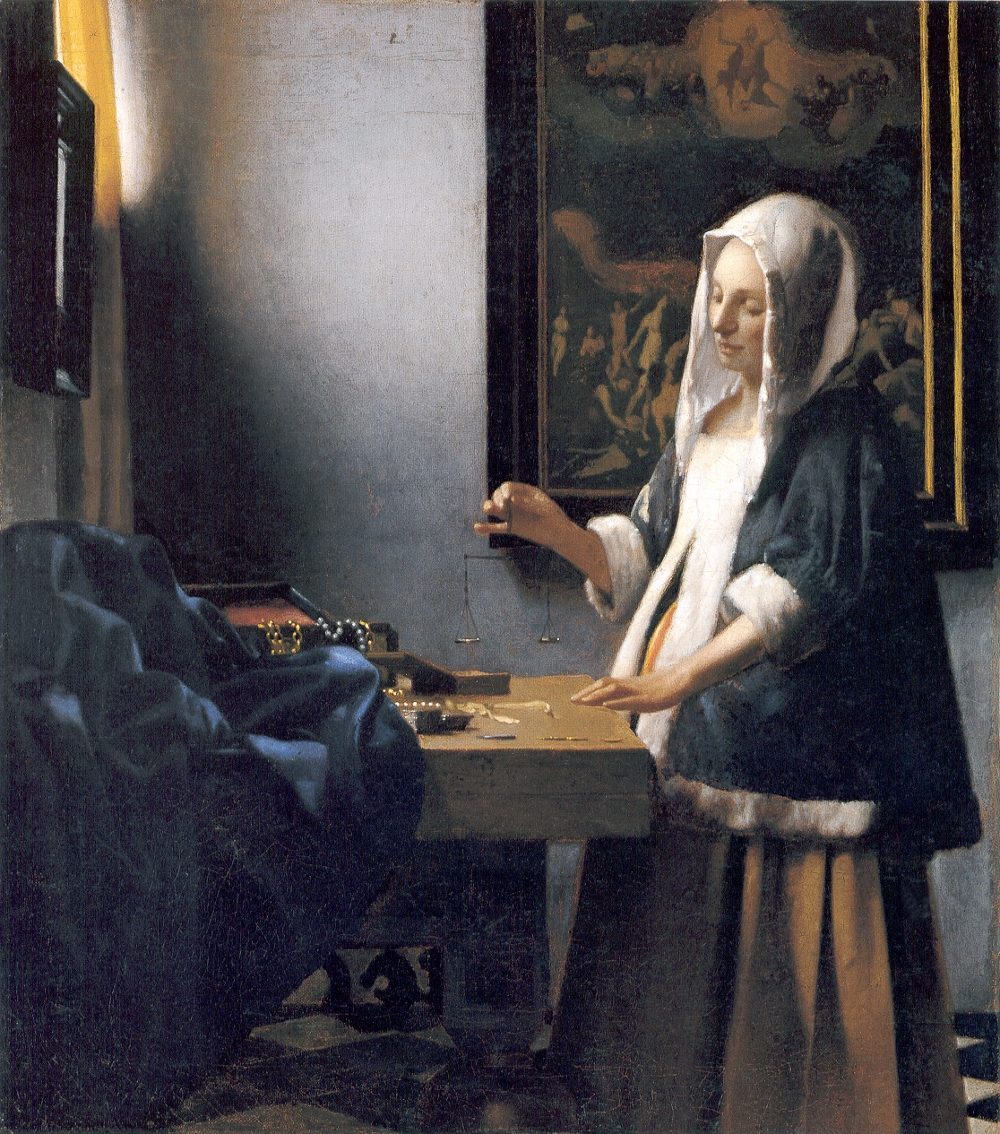
Vermeer, La Femme à la balance, vers 1662-1665

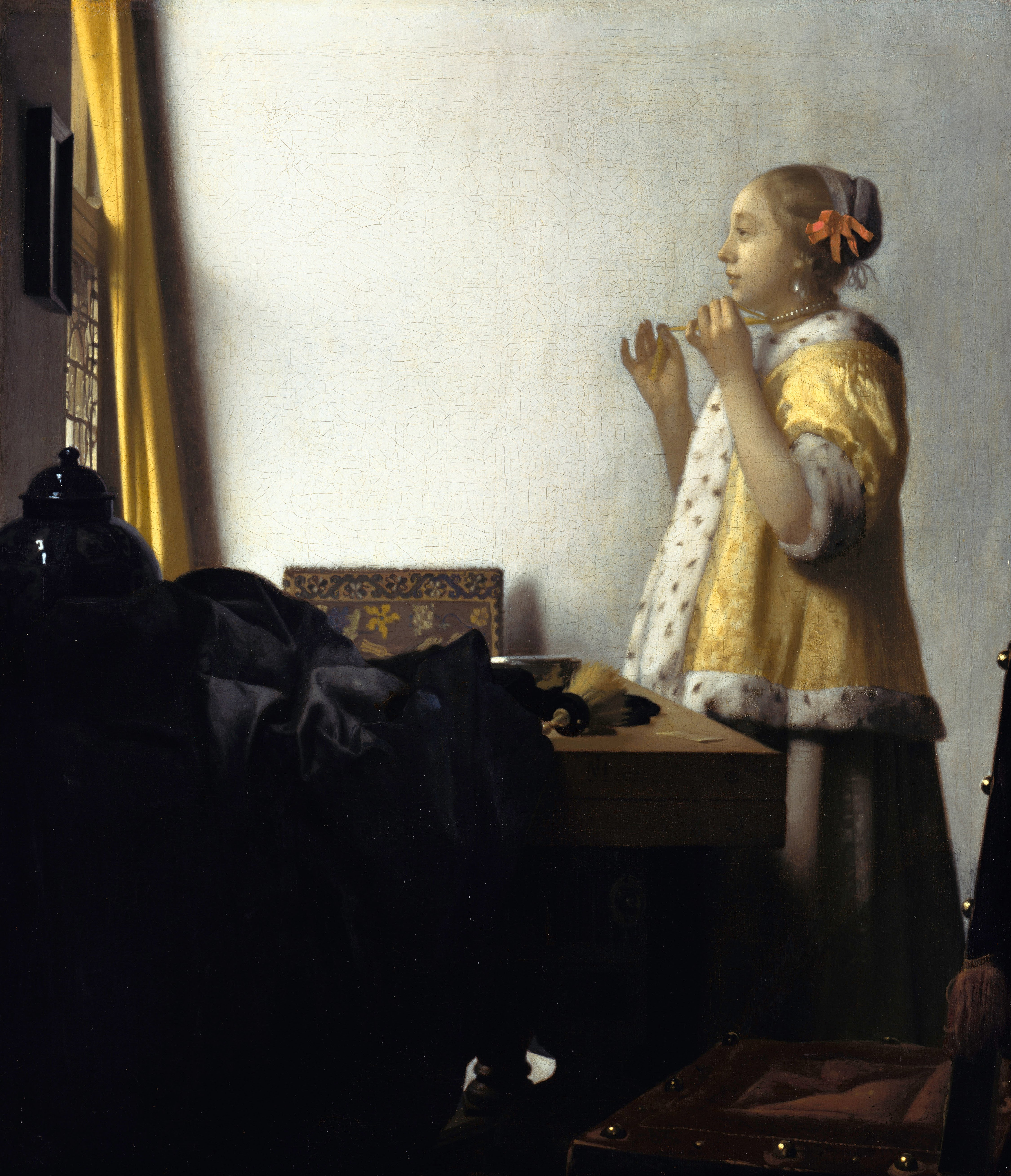
Vermeer, La Dame au collier de perles, vers 1662-1665

Le tableau, non signé ni daté, représente, dans un intérieur domestique, une jeune femme en veste bleue absorbée dans la lecture d'une lettre qu'elle tient des deux mains.
Il est généralement rapproché de deux autres toiles considérées comme ayant été exécutées à la même période, en raison de similitudes stylistiques et thématiques : La Dame au collier de perles (Berlin, Gemäldegalerie) et La Femme à la balance (Washington, National Gallery of Art), pour la composition qui allie une table à gauche matérialisant un plan horizontal à quoi s'oppose une femme formant une verticale, ou pour le motif du collier de perles, qui se retrouve dans les trois toiles.
L'originalité de ce tableau dans l'œuvre de Vermeer tient surtout à l'envahissement de la couleur bleue dans la toile, mais aussi au choix d’un cadrage resserré, qui ne permet pas de reconstituer avec certitude le schéma perspectif, ainsi qu'à la relative opacité de la mise en scène, qui fait que le tableau semble, au premier coup d'œil, tout à la fois « familier et énigmatique ».

### Le premier plan
Comme dans beaucoup d'autres intérieurs de Vermeer, le premier plan est encombré par une barrière visuelle qui forme un obstacle devant le personnage principal, ici une table et une chaise. Le point de vue sur la jeune femme, en légère « contre-plongée » — comme le suggère l'inclinaison du plateau de la table —, ne laisse pas voir le sol (ni le plafond) : aussi les éléments du premier plan semblent-il se prolonger en avant de la toile, vers le spectateur.

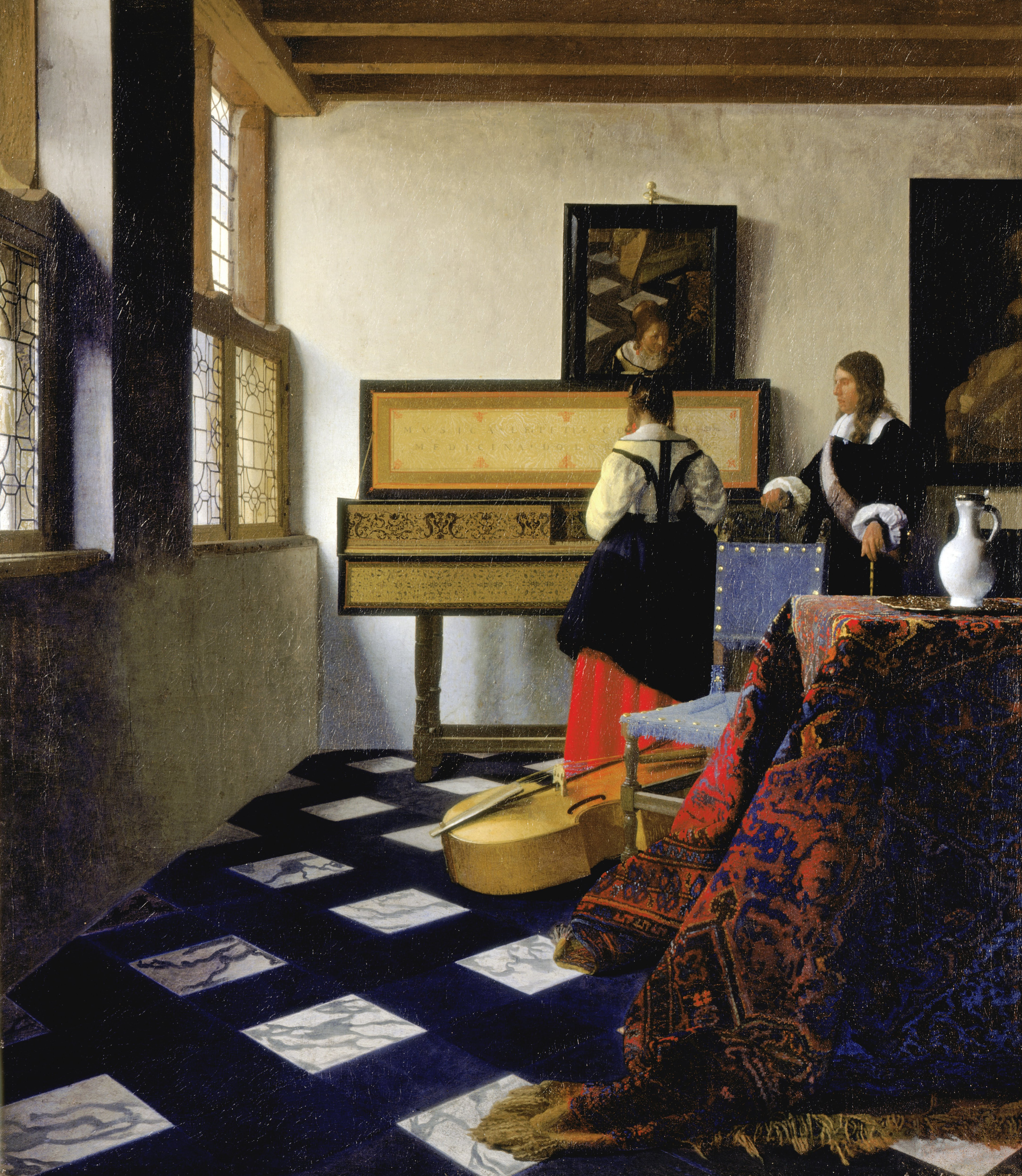
Vermeer, La Leçon de musique, vers 1662-1665

Dans l'angle inférieur droit se trouve une chaise, coupée par le cadre au niveau des pieds et du dossier : légèrement de biais par rapport à l'axe horizontal, elle semble bloquer l'entrée latérale. Son assise est recouverte de tissu bleu, et clouée de clous dorés aux têtes alternant deux diamètres différents, qui accrochent la lumière en des points jaune clair. Le seul montant visible est surmonté d'une sculpture en bois, tournée vers l'intérieur. Une seconde chaise, identique, est placée à l'arrière-plan, contre le mur, dans la partie inférieure gauche de la toile. Elle est largement masquée par la table du premier plan, et ne laisse voir que son dossier, ses clous dorés aux têtes de deux diamètres différents, alternés, et les motifs sculptés des montants — qui s'effacent dans le flou de la distance, mais qui semblent représenter des têtes de lions. Des chaises similaires se trouvent dans d'autres toiles de Vermeer, — par exemple, avec un habillage de même couleur, un même nombre de clous et les mêmes sculptures de montants dans La Leçon de musique (Londres, palais de Buckingham, collection royale).
L'angle inférieur gauche est occupé, dans l'ombre d'un contre-jour, par un bout de table coupé par le cadre, recouvert d'une nappe bleue. Sur celle-ci se trouve une large pièce de tissu, vraisemblablement une longue écharpe, ou étole, qui pend — et qu'on retrouve dans L'Art de la peinture (Vienne, Kunsthistorisches Museum) et La Lettre d'amour (Amsterdam, Rijksmuseum) —, un coffret ouvert et, au plus près de son bord droit, un collier de perles avec un ruban bleu en guise de fermoir, en partie caché par le coffret, mais aussi par une feuille de papier blanc au bord replié (de la même façon que celle que tient entre ses mains la jeune fille) posée par-dessus.

### La jeune femme
La jeune femme est debout, au centre exact de la toile, derrière le fond de la table. Coupée à la hauteur des mollets, de profil, elle est saisie dans une position stable, immobile, et matérialise une verticale qui s'impose immédiatement au regard.
Elle est vêtue d'une ample robe de couleur ocre, faisant de larges plis tubulaires verticaux, attachée vraisemblablement au-dessus du ventre, ce qui donne l'impression d'une taille extrêmement généreuse. Son buste est recouvert d'une veste d'intérieur bleue, vraisemblablement de satin en raison de sa brillance, qu'on a identifiée comme une « beddejak  » (« veste de lit », ou « liseuse »). La manche gauche, la seule visible dans cette pose de profil, s'arrête en dessous du coude, où elle est nouée de rubans bleus et ocre. L'avant-bras est nu. La veste est également nouée de rubans bleus et ocre en son milieu. Le bas de la veste laisse supposer une doublure ocre, également. Sous cette veste, elle porte une chemise blanche, que le col laisse entrevoir.
Elle tient des deux mains, les coudes au corps, une lettre, au niveau de la poitrine. La pliure supérieure de la feuille de papier accroche la lumière dans un blanc éclatant qui se détache sur l'ocre de la carte qui orne le mur à l'arrière-plan. Le dos légèrement voûté, la tête penchée vers la lettre, la bouche entrouverte, les paupières mi-closes : tout dans son attitude montre qu'elle est absorbée dans sa lecture, que rien ne vient perturber. La lumière frappe son front et l'arête de son nez. Elle a les cheveux tirés en arrière, retenus par un ruban. Une mèche bouclée tombe de sa chevelure pour masquer une grande partie de sa joue.

### L'arrière-plan
Le tableau matérialise un espace de très peu de profondeur, et le mur du fond, blanc, semble très proche du spectateur de la toile.
Outre la chaise au fond à gauche poussée juste devant le mur, l'arrière-plan est occupé, dans la partie supérieure droite, par une large carte géographique accrochée au mur, en grande partie coupée par le cadre, à droite comme en haut. Elle est maintenue dans son bord inférieur par une baguette noire à l'extrémité en boule de bois tournée — la même que pour les autres cartes géographiques figurant dans les œuvres de Vermeer, par exemple dans La Femme au luth (New York, Metropolitan Museum of Art).

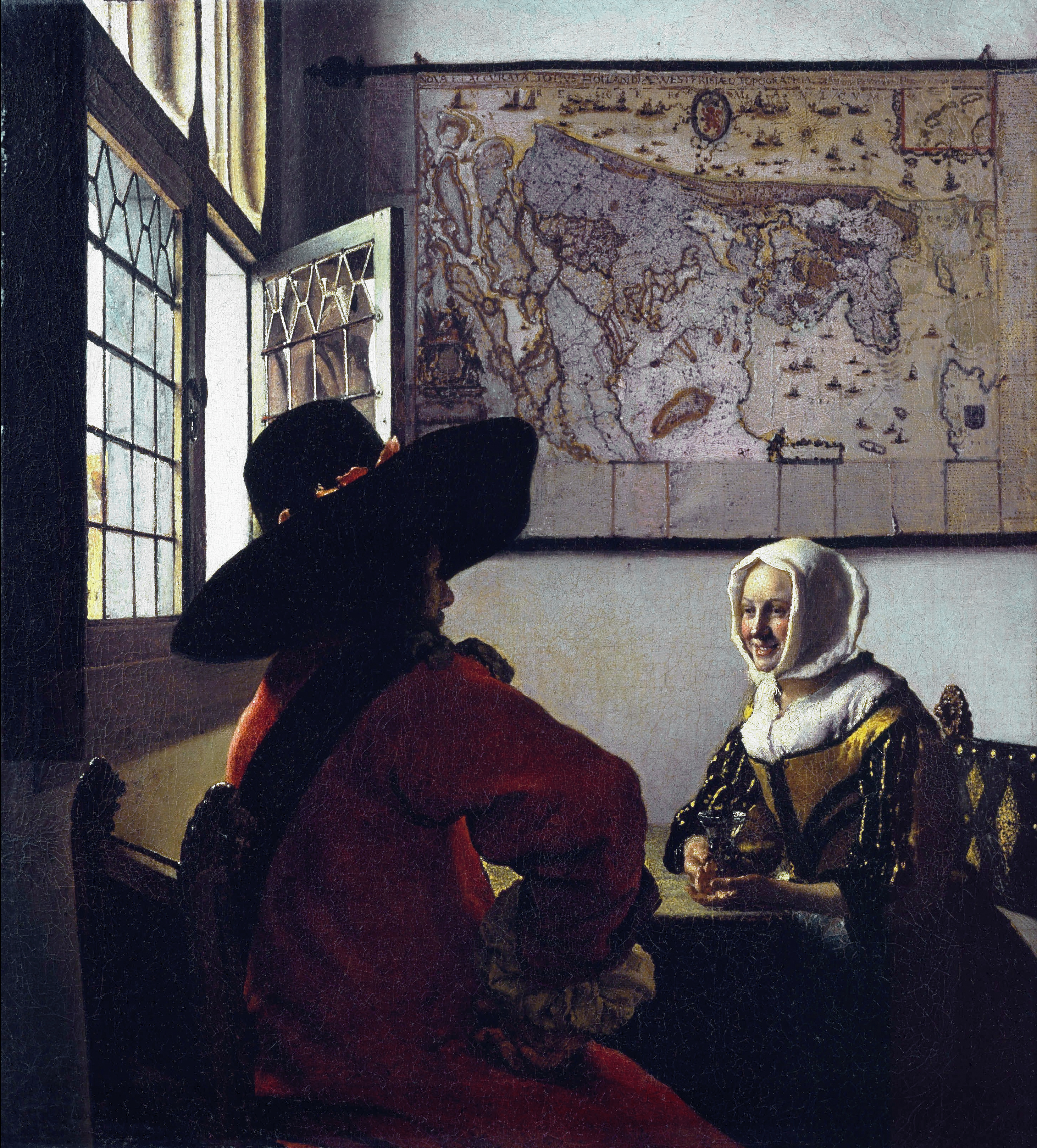
Vermeer, L'Officier et la jeune femme riant, vers 1657

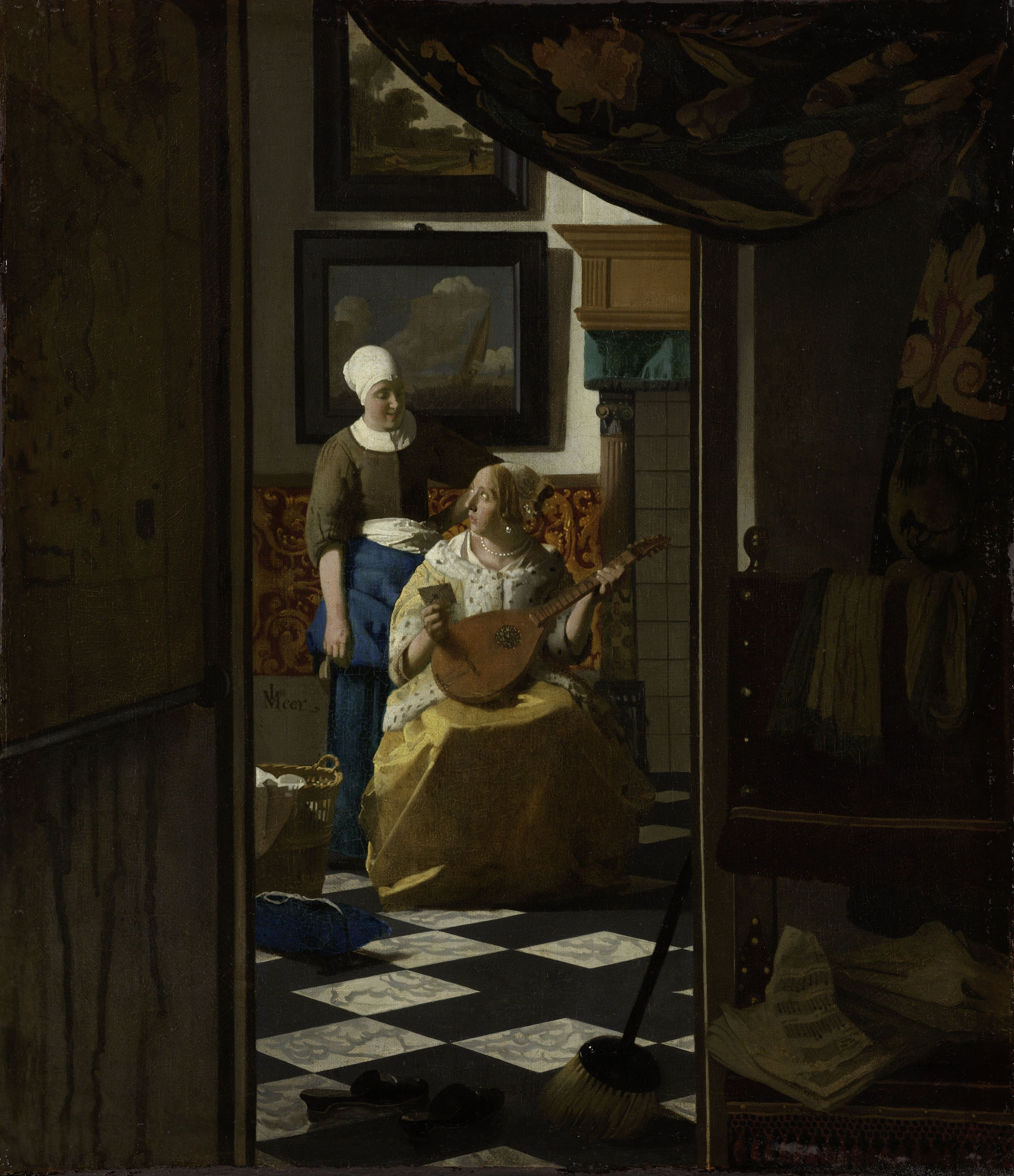
Vermeer, La Lettre d'amour, vers 1669-1670

Cette carte de géographie a été identifiée comme celle de la Hollande et de la Frise-Occidentale réalisée par Balthasar Florisz van Berkenrode en 1620 et imprimée l’année suivante par Willem Janszoon Blaeu. Le dernier exemplaire original de cette carte (monochrome) est conservé au Westfries Museum (en) (Musée de la Frise-Occidentale) de Hoorn. Cette même carte figure dans L'Officier et la Jeune Fille riant (New York, The Frick Collection), où elle est représentée quasiment en entier, mais polychromée, et d’un format sensiblement inférieur. De façon beaucoup moins visible, on peut la reconnaître au premier plan à gauche de La Lettre d'amour, dans la demi-pénombre du couloir. Cette triple présence dans des œuvres datant de la fin des années 1650 au début des années 1670 a fait supposer — sans preuves documentées toutefois — que cette carte avait vraisemblablement été en la possession de Vermeer pendant une période prolongée, peut-être dans le cadre de son activité de marchand d'art, les cartes géographiques étant alors tenues pour des œuvres à part entière.

### La source lumineuse
La source lumineuse principale provient d'en haut à gauche, comme dans beaucoup d'autres scènes d’intérieur du peintre. Mais, à la différence des toiles qui représentent une encoignure, et la ou les fenêtres sur le mur latéral, La Femme en bleu lisant une lettre ne fait que suggérer la présence d'une fenêtre par des effets lumineux.
L'angle supérieur gauche, en effet, est d'un blanc beaucoup plus éclatant que le reste du mur. La lumière frappe également le front de la jeune femme, ainsi que le rebord replié de la lettre, dont le blanc se détache sur l'ocre de la large bordure gauche de la carte géographique. Cette bordure, d'ailleurs, présente des accidents de surface, plis ou boursouflures révélés par la lumière rasante, et dont Vermeer rend compte dans des modulations plus claires de la couleur.
Les clous dorés de la chaise du fond reflètent cette même lumière, et forment un écho avec les reflets de ceux de la chaise du premier plan à droite, ainsi qu'avec ceux, plus discrets, des perles sur la table.
À l'inverse, des parties entières sont rejetées dans l'ombre, la table du premier plan par un effet de contre-jour, mais aussi le dos de la veste bleue. Des ombres plus délicates, comme celles de la chaise du fond, ainsi que celles en bas de la carte, projetées sur le mur blanc, servent en outre à atténuer les lignes géométriques trop marquées.
Il reste néanmoins tout à fait remarquable qu'aucune représentation directe de l'extérieur ne soit présente sur cette toile, qui coupe à droite comme à gauche le mur du fond de la pièce. Ainsi, « l'espace de la représentation est [...] limité latéralement au monde intérieur de la sphère privée ».

## Analyse
Les commentateurs soulignent généralement la difficulté qu’il y a à analyser et nommer précisément les raisons de l’impression d'harmonie et de sérénité absolue qui se dégage de cette toile : pour Albert Blankert, « décrire [ces impressions profondes] est impossible » ; selon Arthur Wheelock, « il est difficile de comprendre comme il [Vermeer] atteint [ce degré de raffinement de la composition] […]. Une pure description du sujet […] ne prépare en aucun cas le spectateur au caractère poignant de cette image ». Walter Liedtke encore, après avoir effectué un minutieux travail de description, affirme que « rien de tout cela ne se remarque en un coup d’œil, ni en plusieurs ». C'est dire si la composition de Vermeer illustre ce que Daniel Arasse nomme, à propos de l'œuvre de celui-ci, « le suspens du sens ».

### Lignes et couleurs: équilibre et harmonie

#### La contamination du bleu
La palette de Vermeer, et notamment sa prédilection pour le bleu outremer, rend ses œuvres tout à fait reconnaissables. Vincent van Gogh le remarquait déjà dans une lettre datée du 29 juillet 1888 et adressée d’Arles à Émile Bernard :

« Ainsi, connais-tu un peintre nommé Vermeer qui, par exemple, a peint une dame hollandaise très belle, enceinte. La palette de cet étrange peintre est : bleu, jaune citron, gris perle, noir, blanc. Certes, il y a dans ses rares tableaux, à la rigueur, toutes les richesses d'une palette complète ; mais l'arrangement jaune citron, bleu pâle, gris perle, lui est aussi caractéristique que le noir, blanc, gris, rose l'est à Vélasquez. »

De fait, le tableau se distingue par un envahissement exceptionnel de la couleur bleue : pour le dossier des deux chaises, pour la nappe recouvrant la table, pour la veste de satin de la jeune femme. Mais le bleu se communique également aux autres surfaces, et contamine notamment les parties ombrées du mur de l'arrière-plan, par exemple, sur le rectangle blanc de la partie supérieure gauche, et, plus encore, dans la partie de mur prise entre le bas de la carte, le ventre de la jeune femme et le dossier de la chaise du fond, ce qui pourrait relever de ce qu'André Lhote appelle la « musicalisation […] des éléments plastiques secondaires, [qui] ne peut être obtenue que par la transposition en bleu clair des ombres qu'un œil moins exercé a tendance à voir de la même couleur que la lumière, mais plus foncées. »
Albert Blankert trouve d’ailleurs si surprenant ce choix quasi-monochromatique, exceptionnel chez Vermeer, qu'il émet l’hypothèse d’un vieillissement, par oxydation du jaune, de certains verts originels, qui auraient bleui la toile. Il s'appuie pour cela sur la couronne de lauriers de L'Art de la peinture, ou la végétation de La Ruelle (Amsterdam, Rijksmuseum) et de la Vue de Delft (La Haye, Mauritshuis), qui ont toutes virées au bleu.
Toujours est-il que ce choix de couleur, issue du lapis-lazuli, peut nimber le personnage dans une atmosphère presque sacrée — à l'instar des représentations mariales des Annonciations, et par opposition au jaune, couleur des « amoureux et des catins » selon les Emblemata d’André Alciat.

#### Équilibres et contrastes colorés
La présence frappante du bleu ne doit cependant pas faire oublier le système coloré créé sur la toile par Vermeer, et qui joue sur des effets d'équilibres entre cette couleur-ci, le jaune d'ocre, et les tons de blanc.
Ainsi, aux ombres colorées en bleu du mur blanc répond, comme en négatif, la veste d'intérieur de la femme, dont l'apparence satinée qui accroche la lumière est figurée par des rehauts de blanc. Ceci a pu faire dire que, plus encore que sur ses très rares toiles d'extérieur, Vermeer avait ici représenté une « scène d’intérieur transposée dehors ».
Et le bleu est systématiquement associé au jaune d'ocre : par l'écharpe qui tombe de la table, au premier plan — mais que l'ombre rend difficilement visible —, par la robe de la jeune femme sous la veste de satin, par les rubans plus vifs, orangés, sur cette même veste de satin (sur la manche et la poitrine), et surtout par la carte de géographie qui occupe une grande partie de l'angle supérieur droit.
Le profil de la jeune femme vient d'ailleurs comme s’encastrer dans la carte : si la couleur bleue de sa veste tranche avec le fond, sa tête cependant forme un jeu d’échos quasi monochromes avec la carte. Sa chevelure plus sombre répond aux armoiries à gauche, alors que les taches plus claires des terres viennent comme souligner la courbure de son dos dans l’ombre. De même, le bandeau dans les cheveux paraît prolonger un cours d’eau, d’autant plus qu’il est constellé de gouttelettes de peinture plus claires, comme sur le bandeau à gauche de la carte — selon une technique caractéristique du peintre.

#### Une marqueterie visuelle
L’harmonie de la toile tient également à sa composition. Vermeer place les éléments pour donner au premier regard un effet de simplicité et de naturel évident, et figurer une scène comme prise sur le vif, mais un examen attentif révèle un authentique souci d'équilibre des différentes surfaces peintes.
Par exemple, le rectangle du dossier de la chaise du fond semble une réduction du grand rectangle figurée par la carte géographique, et soulignée par la barre de bois plus sombre, jouant eux-mêmes en écho inversé aux formes tirant vers le haut : les trois rectangles de mur blanc qui obligent le regard à descendre de la lumière vers l'ombre, la jupe de la femme, le montant de la chaise de droite. À l’ombre de la table prise en contre-jour répond d'ailleurs, dans un effet de rééquilibrage de la composition, la partie plus sombre de la carte dans l'angle opposé vient d’ailleurs équilibrer l’ocre de la jupe et l’ombre de la table.
L’analyse aux rayons X, qui révèle deux repentirs, confirme cette attention toute particulière à l'équilibre des formes : tout d’abord, Vermeer a légèrement corrigé, pour la ramener vers le corps, la forme évasée de la veste dans le dos de la jeune femme, et en a ôté la garniture de fourrure — celle que l'on peut voir sur la veste de La Femme à la balance —, puis il a rééquilibré la composition en rallongeant de quelques centimètres vers la gauche la carte sur le mur.
Les amateurs de détails pourront enfin s'arrêter sur les minuscules losanges de peinture blanche, caractéristiques de la « marqueterie visuelle » de Vermeer, et de la découpe des différentes surfaces agencées sur la toile : celui du bord replié de la lettre qui se détache sur le fond ocre de la bordure gauche de la carte, et celui du mur du fond, dont les côtés sont matérialisés par quatre éléments différents, le rebord de la table, la lettre posée sur cette table, le bas de la veste bleue, et la jupe ocre, ici dans l’ombre.

### Extérieur et intérieur: la lettre et la carte de géographie
Aux éléments figurant un intérieur domestique répondent deux éléments suggérant l'extérieur, « sous la double “figure symbolique” du monde naturel et social » : la carte de géographie accrochée au mur, et la lettre, de deux pages, l’une entre les mains de la jeune femme, l’autre sur la table (la même pliure du bord supérieur permettant de les associer), qui suggère au spectateur la nature de la scène représentée.

#### La lettre
Le sujet principal, la femme lisant une lettre, est répandu dans la peinture de genre, non seulement chez Vermeer, mais aussi chez ses prédécesseurs (par exemple Dirck Hals) et ses contemporains, notamment ceux qualifiés de « Fijnschilders » (entre autres Gerard ter Borch ou Gabriel Metsu). Lieu commun de la peinture hollandaise du XVIIe siècle, il ne fait aucun doute que cette lettre soit une lettre d'amour. Cependant, l'absence d'expression de la jeune femme ne donne au spectateur aucune réelle indication sur le contenu de celle-ci, ni sur son impact émotionnel.

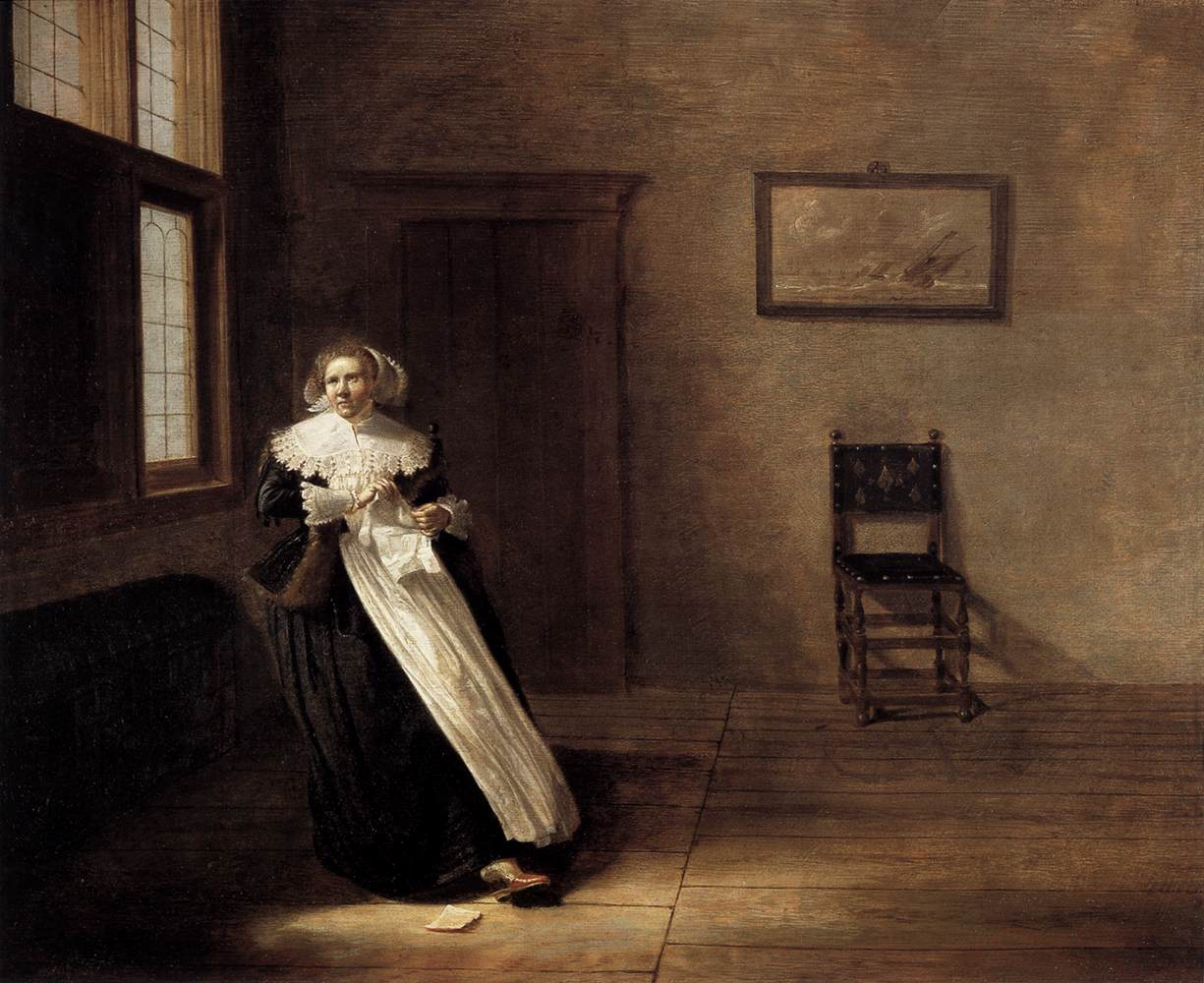
Dirck Hals, Femme déchirant une lettre, 1631, Mayence, musée du Land
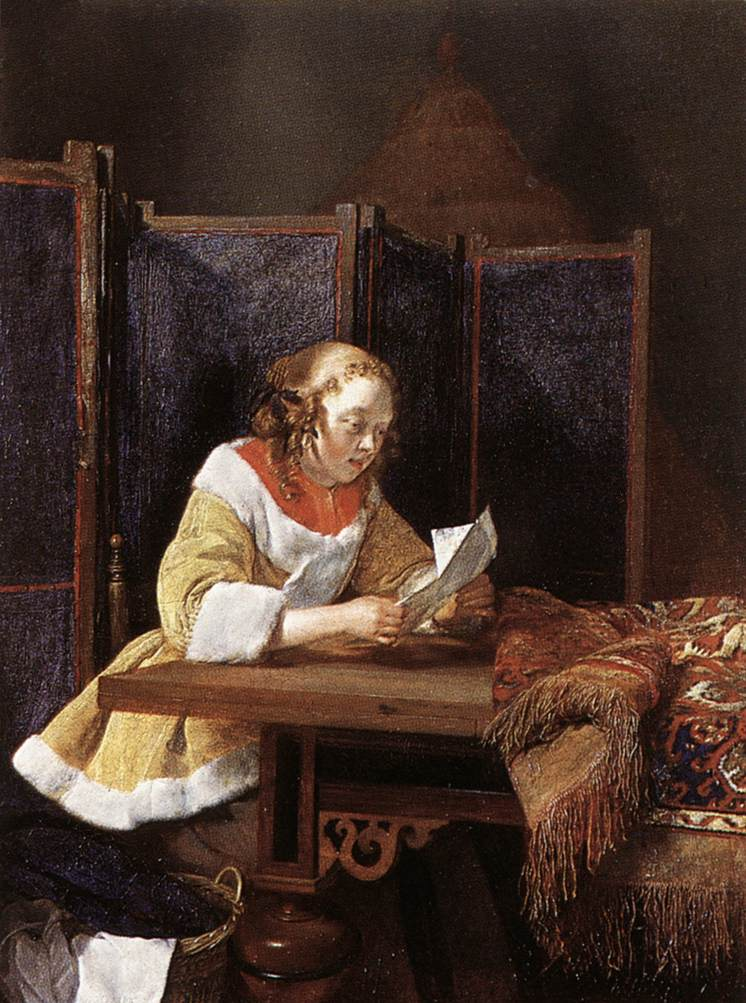
Gerard ter Borch, Femme lisant une lettre, vers 1662, Londres, Wallace Collection
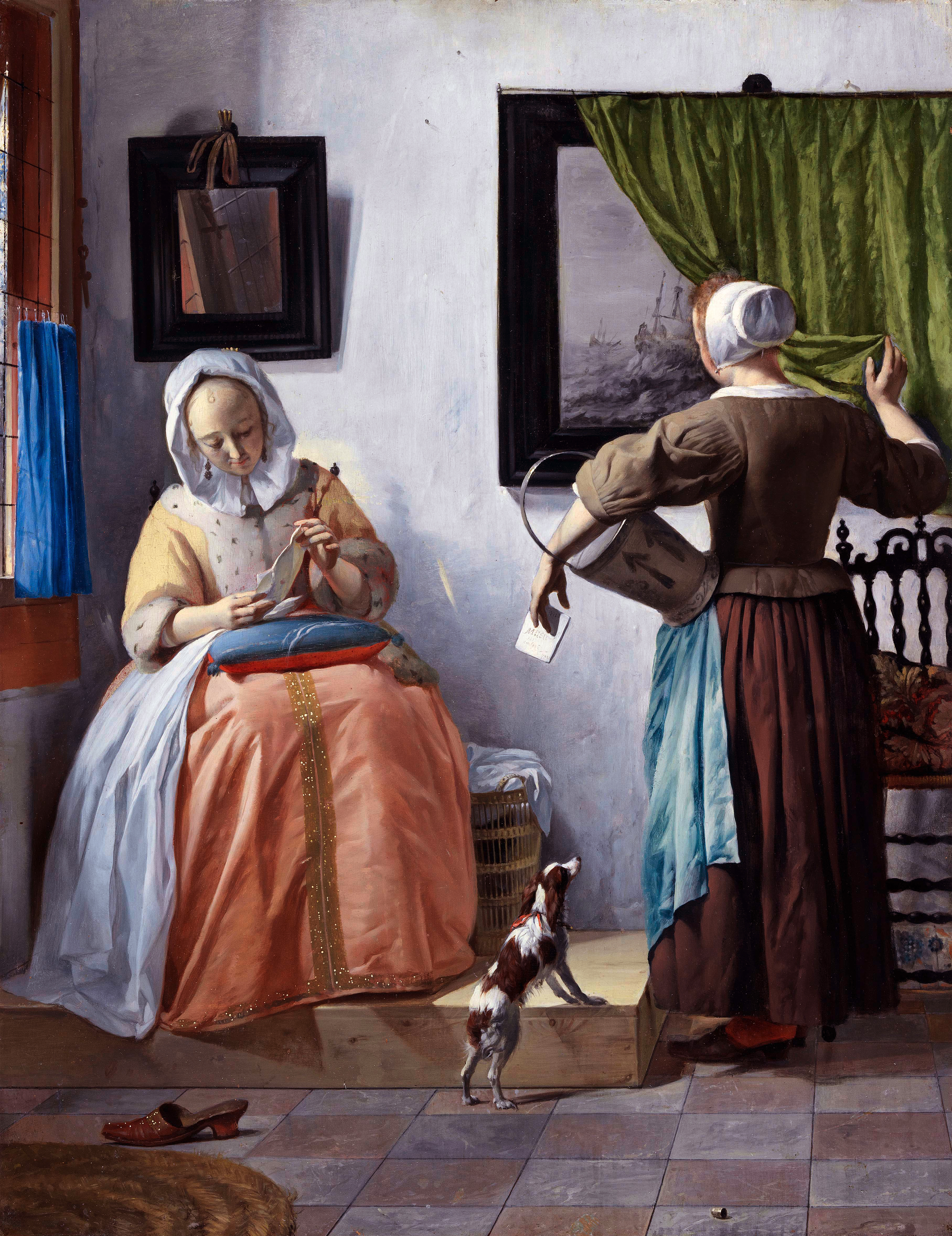
Gabriel Metsu, Femme lisant une lettre, vers 1664-1666, Dublin, Galerie nationale d'Irlande

#### La carte géographique
Outre son importance dans la structure visuelle de la toile, la carte de géographie — de la Hollande et la Frise-Occidentale, difficilement reconnaissable immédiatement, dans la mesure où elle est orientée avec l'ouest en haut — peut aussi participer du sens de la scène. Tout d'abord, elle est une marque d'appartenance sociale caractérisant la jeune fille, à une époque où l'intérêt pour la cartographie et la géographie se développe dans les classes bourgeoises et dominantes. Ensuite, elle peut être une allusion à l'auteur absent de la lettre, quelque part dans cet espace de la Hollande et la Frise-Occidentale figuré par la carte — peut-être est-il un marchand en voyage —, et présent de cette façon dans l'intérieur domestique, comme dans le cœur de la jeune femme.

#### De l'intérieur à l'intériorité
Si le tableau figure un intérieur domestique, il évoque donc surtout une intériorité, celle, impénétrable, de la jeune fille. Son attitude en effet est le reflet d'une concentration, d'un recueillement absolus : sa tête penchée, ses lèvres entrouvertes, son attitude immobile soulignée par les lignes verticales massives de son habit, la lettre tenue au niveau de la poitrine, très près des yeux (à la différence de La Liseuse à la fenêtre par exemple).
La composition du tableau, et notamment les jeux de lignes directrices, guident le regard, non seulement de la jeune femme, mais aussi du spectateur, vers la lettre. Le bras gauche et les deux mains mènent bien évidemment à la lettre, de même que la barre noire maintenant la carte dans sa partie inférieure. Les rectangles du cartouche de la carte semblent surmonter la lettre, et matérialiser la diagonale du trajet des yeux de la jeune femme vers la lettre entre ses mains, notamment en raison du bout de son nez qui semble toucher l’angle supérieur droit du cartouche. La bande vierge de toute inscription qui encadre la carte à gauche paraît enfin également tomber sur la lettre, au centre des regards, et du mystère de la toile.
Car le paradoxe du motif de la lettre en peinture est à la fois de se désigner comme le centre d'intérêt de la scène représentée, et de refuser au spectateur le contenu de ce centre-même, pour lui vide de tout signe explicite.

### Une narration suspendue

#### Une femme enceinte?
Tout comme pour La Femme à la balance, une interprétation moderne et insistante voit dans le profil de la jeune femme celui d’une femme enceinte, en raison de sa taille aux formes généreuses. Cette lecture, amorcée par van Gogh, puis reprise par la critique, du début du XXe siècle jusqu'à aujourd'hui, avec plus ou moins de précautions, est pourtant réfutée de façon largement argumentée.

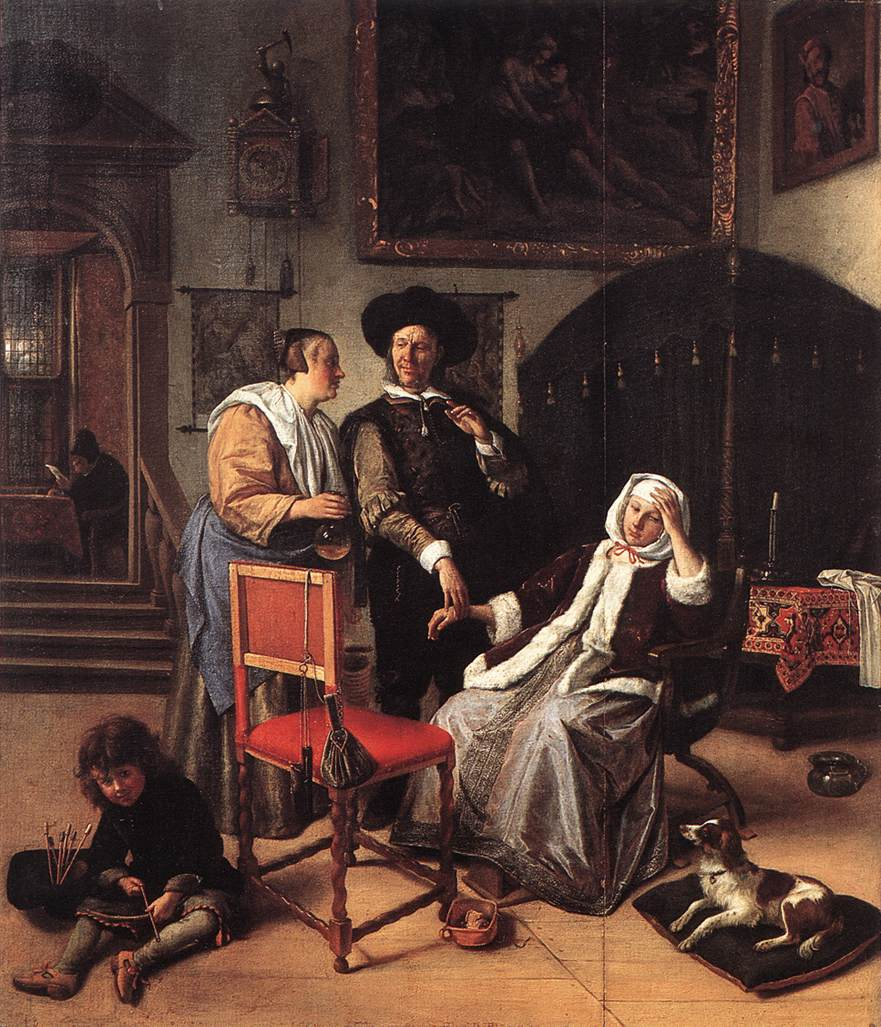
Jan Steen, La Visite du docteur, vers 1658-1662, 49 × 42 cm, Londres, Wellington Museum

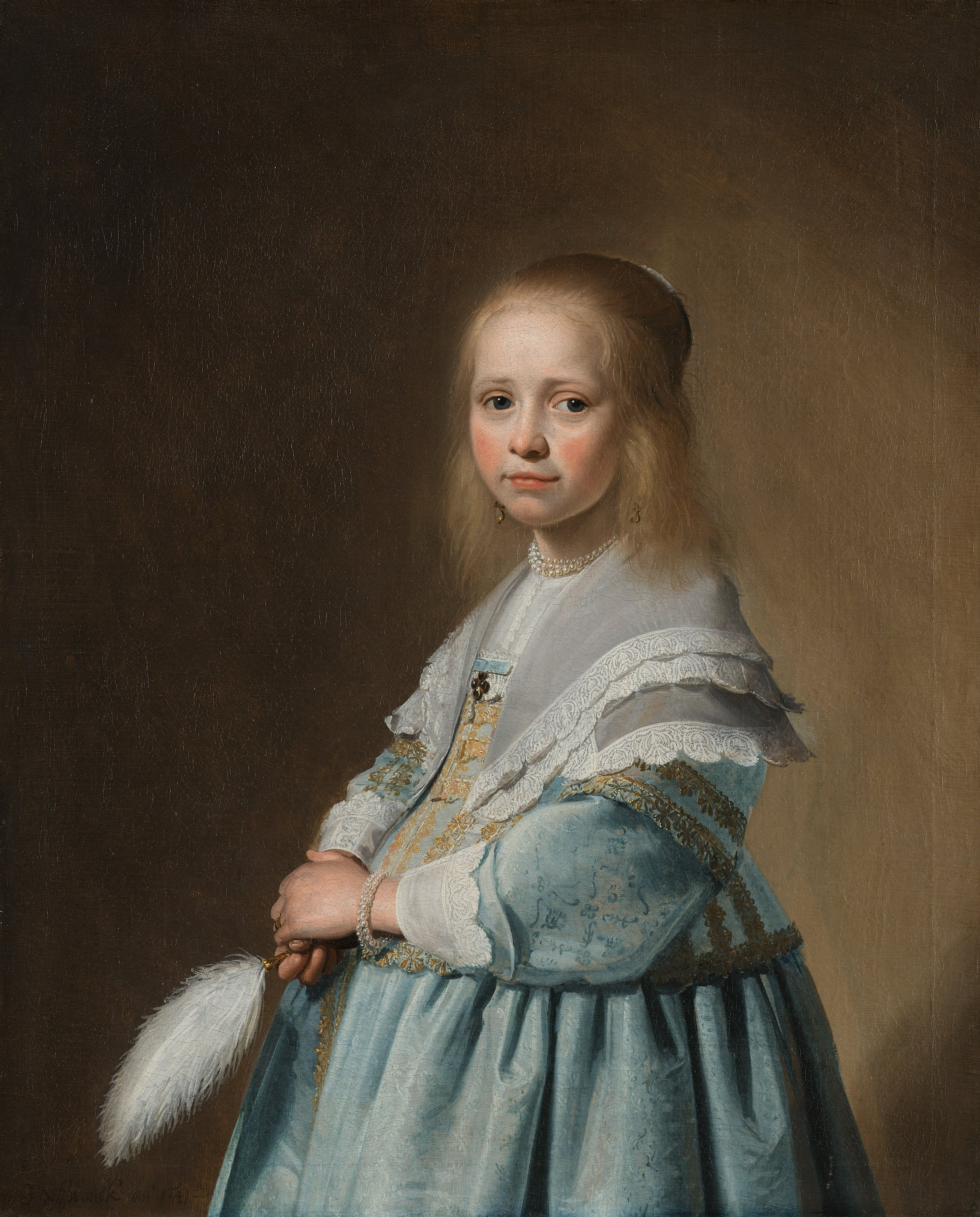
Johannes Verspronck, Portrait d'une jeune fille en bleu, 1641, 82 × 66,5 cm, Amsterdam, Rijksmuseum

Tout d’abord, Marieke de Winkel affirme que la femme enceinte n’est pas un sujet des peintures de genre de l’époque, et ne se trouve dans la peinture hollandaise du XVIIe siècle que de façon exceptionnelle, chez Jan Steen par exemple, à but comique ou satirique  — ce qui n’est ici manifestement pas le cas. Ensuite, Albert Blankert montre qu’aucune des descriptions du tableau avant la fin du XIXe siècle n’évoque le fait que cette femme soit enceinte, ce qui tendrait à prouver que cette interprétation est manifestement anachronique. Enfin, le recours à l'Histoire du vêtement permet de reconnaître, non un habit de maternité, mais peut-être une crinoline, à la manière de celle de la Jeune fille en robe bleue (1641, Amsterdam, Rijksmuseum) de Johannes Verspronck, ou, plus sûrement encore, une beddejak de satin passé par-dessus une lourde jupe d’intérieur froncée à la taille, ce qui suffirait à  expliquer la forme conique de la robe, et la taille, à des yeux modernes, excessivement ronde.
Quant à l’identification du modèle, si certaines hypothèses anciennes proposent de reconnaître, sans aucune preuve toutefois, Catharina Bolnes, l’épouse du peintre si souvent enceinte, cette hypothèse est désormais généralement tenue pour anecdotique, voire totalement vaine, dans la mesure où le tableau ne peut se réduire à une signification purement autobiographique. Pourtant, John Michael Montias veut voir (avec prudence) dans cette peinture au « calme sidéral » un « phénomène de refoulement » d’une « réalité quotidienne plus ou moins sordide » de la part d'un peintre dont la ruine fut en partie causée par le nombre excessif de bouches à nourrir au sein de sa famille.

#### Une femme à la toilette: une vanité?
Autre indice ayant suscité des interprétations, la présence des perles sur la table, et du coffre à bijoux ouvert, qui pourrait faire du tableau une vanité. La jeune femme aurait interrompu sa toilette (le vêtement qu'elle porte laissant penser qu’elle est prise le matin, au saut du lit), et se serait détournée des biens terrestres, figurés par le collier de perles, pour s’adonner à la lecture, aux sentiments purifiés de son attachement aux valeurs matérielles. Pourtant, à la différence d’autres tableaux de Vermeer, ce sens est ici peu manifeste : il n’y a pas, comme dans La Dame au collier de perles ou La Femme à la balance, de présence de miroir, ni de manipulation explicite du bijou, qui repose simplement sur la table — certes recouvert par la deuxième feuille de papier. Aussi la lettre pourrait-elle aussi bien venir d’arriver, comme dans La Lettre d'amour où elle est apportée, non décachetée, par une servante à sa maîtresse, que d’avoir été prise dans le coffret où elle était remisée avec les autres objets tenus pour précieux par la jeune femme.

#### Un intérieur offert à la méditation du spectateur
Reste donc un effet de narration suspendue, dont la reconstitution reste malaisée : seule la nature amoureuse de la lettre ne semble faire aucun doute, même si tout indice trop explicite a été évité. De cet instant capté sur le vif, à la fois stable — la position de la jeune femme — et fugitif — la bouche entrouverte —, restent la concentration absolue, et l’impression de calme et de sérénité d’une jeune femme absorbée dans sa lecture. Et cette intériorité, ni entièrement dévoilée, ni entièrement accessible, ouvre à la méditation rêveuse du spectateur.

## Historique
Le tableau peut correspondre — aussi bien que La Liseuse à la fenêtre — au numéro 22, adjugé 110 florins, de la vente Pieter van der Lip du 14 juin 1712 : « Une femme lisant, dans une pièce, de van der Meer de Delft ».
On retrouve sa trace (vraisemblable) dans l’inventaire notarié des biens de Mozes de Chaves daté du 9 décembre 1759, et effectué à Amsterdam, puis lors de la vente de ce dernier du 30 novembre 1772, où il figure sous le no 23 accompagné de la description suivante : « Ce tableau de genre représente un intérieur : une gracieuse jeune femme, debout devant sa toilette, est en train de lire une lettre ; on peut voir derrière elle, sur le mur, une carte. Très beau, exécuté avec minutie et naturel ».
Lors de la vente P. Lyonet à Amsterdam le 11 avril 1791, le tableau, catalogué sous le no 181, est acheté 43 florins par Fouquet : « Dans un intérieur, on voit une jeune femme vêtue d’une veste de satin bleu, debout devant une table sur laquelle il y a un coffret, des perles et des papiers. Elle semble occupée à lire avec beaucoup d’attention une lettre. Sur le mur blanc sont accrochés une grande carte et quelques accessoires ; ce tableau est exécuté sur toile avec grâce et naturel par van der Meer de Delft. L’effet plaisant de la lumière et de l’ombre lui donne la charmante apparence généralement propre aux œuvres de ce maître fameux. »
Il est par la suite adjugé 70 florins à Amsterdam, le 14 août 1793, sous le no 73 : « Dans une chambre se tient, devant une table, une femme habillée de satin bleu, lisant une lettre qu’elle tient des deux mains. Sur la table, on peut voir un coffret et un collier de perles, et sur le mur est accrochée une grande carte ; cette peinture, d’un effet particulièrement naturel, est d’une beauté rare et exécutée d’une manière magistrale et pleine de minutie. »
Il entre en la possession d’Herman ten Kate, puis cédé lors de la vente de celui-ci le 10 juin 1801 à Amsterdam, à Taijs pour la somme de 110 florins. Sous le no 118, il y est ainsi décrit : « Une femme vêtue de velours bleu se tient debout devant une table pour lire une lettre ; sur le mur est accrochée une carte ; la lumière dans ce tableau est d’un bel effet et traitée d’une manière vigoureuse. »
Il apparaît en France lors de la vente Lespinasse de Langeac (no 85) qui se tient à Paris le 16 janvier 1809, où il est attribué 200 florins : « L’intérieur d’un appartement où l’on voit au milieu une jeune femme dans un déshabillé du matin. Elle est debout et occupée à lire une lettre attentivement. Une table, des chaises et une carte de géographie forment des accessoires rendus avec beaucoup de vérité. Cette production, quoique très simple, est recommandable par l’expression naïve de la figure et l’effet de lumière, mérite ordinaire des ouvrages de ce peintre. »
Il change à nouveau de main lors de la vente Lapeyrière qui se tient à Paris le 19 avril 1825 (no 127), et est à cette occasion acquis par Berthaud pour 2 060 francs : « La toilette. Une femme vue à mi-corps, debout, nue tête, vêtue d’une camisole de soie bleu de ciel, est placée vis-à-vis d’une toilette sur laquelle on remarque un collier de perles et un coffre ouvert. Elle tient dans ses mains une lettre qu’elle paraît lire avec beaucoup d’attention. Cette figure se détache en demi-teinte sur une muraille blanche, ornée d’une grande carte géographique suspendue à des rouleaux. Outre que ce tableau est très piquant d’effet, rien n’est plus naturel que la pose de la femme, ni mieux exprimé que l’intérêt que lui inspire la lettre qu’elle lit. »
Il appartient par la suite à John Smith à Londres, puis est cédé (après 1833-39) pour 70 livres sterling à Adriaan van der Hoop, qui le ramène à Amsterdam. Ce dernier le lègue, avec l’ensemble de sa collection, à l’Académie des Beaux Arts en 1854.
Depuis 1885, il est prêté par la ville d’Amsterdam au Rijksmuseum (numéro d’inventaire C251), où il est actuellement exposé.

## Postérité
La femme en bleu lisant une lettre est à plusieurs reprises l'objet d'appropriations de la part du peintre péruvien Herman Braun-Vega. En 1994, dans le tableau Mercado (Vermeer), elle est mise en scène au milieu d'un marché péruvien où elle semble vérifier sa liste de courses. Braun-Vega l'avait déjà confrontée à ses compatriotes contemporains en 1984 dans le tableau L'écrivain public (Vermeer).